# Хёнель, Франц фон
Франц Ксавер Рудольф фон Хёнель (нем. Franz Xaver Rudolph von Höhnel; 1852—1920) — австрийский миколог и бриолог.

## Биография
Франц фон Хёнель родился 9 февраля 1852 года в городе Сомбор на территории Австро-Венгрии. Учился в Венском техническом университете. С 1874 года Хёнель работал ассистентом Готлиба Хаберландта в Техническом университете. В 1877 году он получил степень доктора философии в Страсбургском университете. В 1878 году Франц был назначен доцентом Технического университета, в 1888 году стал профессором микробиологии. В 1895 году Хёнель стал почётным профессором. Франц фон Хёнель занимался изучением флоры мхов и грибов не только Европы, но и Северной Африки, Малой Азии, Бразилии, Северной Америки, Цейлона и Явы. Франц Ксавер Рудольф фон Хёнель скончался 11 ноября 1920 года в Вене.
Основной гербарий Франца фон Хёнеля хранится в Гарвардском университете (FH).

## Некоторые научные работы
- Höhnel, F.X.R. von (1895). Beitrag zur Kenntniss der Laubmoosflora. 40 p.
- Höhnel, F.X.R. von (1902—1920). Fragmente zur Mykologie i—xxiv. ISBN 3-7682-0467-7.
- Höhnel, F.X.R. von (1903—1920). Mykologische Fragmente.
- Höhnel, F.X.R. von in Schneider, C.K. (1905). Illustriertes Handwörterbuch der Botanik.
- Höhnel, F.X.R. von; Litschauer, V. (1906—1908). Beiträge zur Kenntniss der Corticien. 3 vols.
- Höhnel, F.X.R. von (1906). Revision von 292 der von J. Feltgen aufgestellten Ascomycetenformen. 139 p.
- Höhnel, F.X.R. von (1906). Index zu M. Britzelmayr's Hymenomyceten-Arbeiten. 177 p.
- Höhnel, F.X.R. von (1914). Verzeichnis der von mir gemachten Angaben zur Systematik und Synonymie der Pilze. 74 p.

## Роды, названные в честь Ф. фон Хёнеля
- Hoehneliella Bres. & Sacc. ex Strasser, 1902
- Hoehnelomyces Weese, 1919 [syn.  Atractiella Sacc., 1886]
- Neohoehnelia Theiss. & Syd., 1917 [syn.  Dysrhynchis Clem., 1909]